# Polska na Halowych Mistrzostwach Europy w Lekkoatletyce 1981
Polska na Halowych Mistrzostwach Europy w Lekkoatletyce 1981 – reprezentacja Polski podczas zawodów w Grenoble zdobyła pięć medali.

## Wyniki reprezentantów Polski

### Mężczyźni
- bieg na 50 m
  - Marian Woronin zajął 1. miejsce
  - Jerzy Brunner odpadł w półfinale
- bieg na 1500 m
  - Mirosław Żerkowski zajął 3. miejsce
- skok wzwyż
  - Krzysztof Krawczyk zajął 6-9. miejsce
- skok o tyczce
  - Mariusz Klimczyk zajął 5. miejsce
  - Zbigniew Matyka nie zaliczył żadnej wysokości

### Kobiety
- bieg na 50 m przez płotki
  - Zofia Bielczyk zajęła 1. miejsce
  - Elżbieta Rabsztyn odpadła w półfinale
- Skok wzwyż
  - Elżbieta Krawczuk zajęła 2. miejsce
  - Urszula Kielan zajęła 3. miejsce